# Estación Tapiales
Tapiales es una estación ferroviaria de la localidad homónima, en el partido de La Matanza, provincia de Buenos Aires, Argentina.

## Ubicación
Junto a la estación se encuentran los talleres de reparación de material tractivo y remolcado, actualmente administrados por Trenes Argentinos Operadora Ferroviaria.

## Servicios
La estación opera dentro de la Línea Belgrano Sur, para los dos ramales que conectan la estación terminal provisoria Sáenz con González Catán y desde aquí parte el ramal hacía Marinos del Crucero General Belgrano. Posee una conexión por la que se puede hacer combinación entre ambos ramales. La Línea Belgrano Sur es una de las líneas suburbanas de Buenos Aires y forma parte a nivel nacional del Ferrocarril General Belgrano de la red ferroviaria argentina.
Cerca de la estación circula la línea de colectivos 103.

## Toponimia
El nombre Tapiales tiene su origen en una antigua estancia colonial de la familia de Martín de Altolaguirre, en el actual partido de La Matanza, cuyo edificio principal era cercado con tapias.